# Vorago radicis
Vorago radicis är en insektsart som först beskrevs av William Edward China och Myers 1934.  Vorago radicis ingår i släktet Vorago och familjen spottstritar. Inga underarter finns listade i Catalogue of Life.